# Chacrinha
José Abelardo Barbosa de Medeiros OMC (Surubim, 30 de setembro de 1917 – Rio de Janeiro, 30 de junho de 1988), mais conhecido como Chacrinha ou simplesmente Abelardo Barbosa, foi um comunicador de rádio e televisão brasileiro, apresentador de programas de auditório de grande sucesso das décadas de 1950 a 1980.
Foi o autor da célebre frase: "Na televisão, nada se cria, tudo se copia". Em seus programas de televisão, foram revelados para o país inteiro cantores como Roberto Carlos, Clara Nunes, Roberto Leal, Paulo Sérgio, Raul Seixas, Perla, entre muitos outros. Desde a década de 1970, era chamado de Velho Guerreiro, após uma homenagem feita a ele pelo cantor Gilberto Gil, que assim se referiu a Chacrinha em sua canção "Aquele Abraço".
Pernambucano de Surubim, Chacrinha desenvolveu um grande legado na televisão, com programas como Buzina do Chacrinha, Cassino do Chacrinha e Discoteca do Chacrinha, trabalhando nela e no rádio por mais de quarenta e cinco anos (desde a estreia do programa de rádio Rei Momo na Chacrinha em 1943 até sua morte em 1988).
No final da década de 1980, o comunicador teve a saúde fragilizada em decorrência de complicações pulmonares. Com câncer de pulmão, doença da qual ele mesmo não sabia ser portador, Abelardo Barbosa foi substituído e auxiliado por Paulo Silvino e João Kléber e gravou seu último programa a apenas quinze dias de morrer. Chacrinha morreu em sua casa na Barra da Tijuca em 30 de junho de 1988, com setenta anos, e teve um grande velório do qual participaram celebridades da época, como o humorista Chico Anysio e o empresário Boni.

## Biografia
Nasceu em Surubim, no agreste de Pernambuco. Ainda na infância, muda-se com a família para Caruaru, também em Pernambuco, e depois, aos 10 anos de idade, para Campina Grande, na Paraíba. Aos 15, vai estudar, em regime de internato, no Colégio Marista do Recife, na capital pernambucana. Começa a cursar medicina em 1936, e em 1937, tem o seu primeiro contato com o rádio na Rádio Clube de Pernambuco, ao dar uma palestra sobre alcoolismo. Chacrinha, apesar de sucessivas crises financeiras na família, tem a infância tranquila das crianças de classe média de seu tempo.

## Carreira

### 1936–56: Chegada em Recife eCassino da Chacrinha
Em Recife, ponto de chegada, Chacrinha prossegue seus estudos e todos os caminhos parecem indicar a Faculdade de Medicina para o jovem Abelardo. Não pretendendo passar um ano inteiro no quartel, falsifica a data de nascimento na cédula de identidade e acaba ingressando no Tiro de Guerra. Após esta experiência, passa a tocar bateria. Dois anos depois de começar seus estudos de medicina, em 1938, cai nas mãos de colegas já formados que o salvam de uma apendicite supurada e gangrenada. Ainda convalescente da delicada cirurgia, ele, como percussionista do grupo Bando Acadêmico, decide, aos 21 anos, viajar rumo à Alemanha no navio Bagé. Porém, na mesma época, estoura a Segunda Guerra Mundial que agitaria o mundo em 1939. Esses eventos o fazem desembarcar na então capital federal, o Rio de Janeiro, onde torna-se locutor na Rádio Tupi.
Em 1943, lança na Rádio Clube Fluminense um programa de marchinhas de carnaval chamado Rei Momo na Chacrinha, que faz muito sucesso. Passa então a ser conhecido como Abelardo "Chacrinha" Barbosa. Nos anos 1950, comandaria o programa Cassino da Chacrinha, no qual viria a lançar vários sucessos da música popular brasileira como "Estúpido Cupido", da cantora paulista Celly Campelo, e "Coração de Luto", do artista gaúcho Teixeirinha. E, no Cassino da Chacrinha, ele fingia, com sons e ruídos, que lá aconteciam enormes festas e lançamentos de discos.

### 1956–88: Carreira televisiva

Chacrinha entregando aparelho de televisão à vencedora da disputa de melhor calouro da noite.

Em 1956, estreou na televisão com o programa Rancho de Mister Chacrinha na TV Tupi, uma série de faroeste infanto-juvenil, na qual interpretava o papel do xerife. Naquela mesma emissora, começou a fazer também a Discoteca do Chacrinha.
Na década de 1960, seu programa foi exibido na TV Paulista, TV Rio e TV Excelsior e, em 1967, foi contratado pela TV Globo. Chegou a fazer dois programas semanais: Buzina do Chacrinha, no qual apresentava calouros, distribuía abacaxis e perguntava "Vai para o trono, ou não vai?", e Discoteca do Chacrinha. Cinco anos depois voltou para a Tupi. Em dezembro de 1972, as gravações da Buzina do Chacrinha foram além do horário planejado, o que já vinha acontecendo. O diretor Boni pediu a Chacrinha que o programa terminasse antes das 22h10, o que não aconteceu. Boni, então, tirou o programa do ar. Segundo Boni, Chacrinha teria destruído o estúdio e ido até sua sala sem camisa dizendo que nunca mais voltaria à emissora.
Em 1974, teve uma breve passagem pela TV Record, retornando em seguida para a Tupi. Em 1978, transferiu-se para a TV Bandeirantes e, em 1982, retornou à Globo, onde ocorreu a fusão de seus dois programas num só, o Cassino do Chacrinha, que fez grande sucesso nas tardes de sábado.
Durante sua passagem pela Band, foi preso após uma censora da ditadura militar se sentir desacatada por ele. Ela comparecera ao programa para fiscalizar as roupas das chacretes, que precisavam se adequar ao padrão de moral dos militares, e circulou pelos bastidores do programa sem se identificar. O apresentador pediu que ela se retirasse, alegando que o local era exclusivo para artistas, e a censora, indignada, chamou um delegado, um chefe de censura e dez agentes federais para apreender Chacrinha após o programa. Ele foi fichado como criminoso comum, pagou fiança de CrS 10 mil e foi liberado.  Em 1982, voltou a apresentar seu programa na TV Globo e lá permaneceu até o fim da atração. Em 1988, já debilitado em razão do câncer de pulmão que foi consequência de seu hábito de fumar, Chacrinha foi ajudado e, em algumas ocasiões, substituído, por João Kléber e Paulo Silvino. Seu último programa foi gravado quinze dias antes de sua morte e exibido em 3 de julho de 1988.

## Vida pessoal
Chacrinha foi casado com Florinda Barbosa de Medeiros (1920–2020) de 1947 até sua morte em 1988. Florinda morreu apenas um dia antes de completar cem anos, em 16 de outubro de 2020. Com ela, teve três filhos, José Amélio "Leleco" de Medeiros, José Renato "Nanato" de Medeiros e Jorge Barbosa de Medeiros. Em 1972, ficou extremamente abalado após Nanato sofrer um acidente que o deixaria tetraplégico. Durante uma festa, o filho do apresentador, ao pular numa piscina de águas turvas devido ao cloro, bateu com a cabeça numa barra de ferro. Jorge Barbosa morreu em 2 de setembro de 2020. José Renato foi casado com a cantora Wanderléa e morreu em 6 de novembro de 2014, vítima de complicações respiratórias e cardíacas.

### Saúde e morte
Fumante, Abelardo sofria de câncer pulmonar nos últimos anos de vida e chegou a ser substituído e auxiliado por Paulo Silvino e João Kléber quando não tinha capacidade para apresentar o programa. O apresentador fumava sete maços de cigarro por dia, e seu vício resultou na remoção de um de seus pulmões em 1971, causando uma deterioração ainda mais rápida de seu estado de saúde. Chacrinha chegou a ser internado e fazer sessões de quimioterapia para tratar o tumor, que já se espalhava para o pulmão remanescente. Leleco, filho do apresentador, afirmou que ele tinha uma aparência frágil, extremamente magro.
O comunicador ainda gravou um último programa quinze dias antes de sua morte, e a emissora Globo exibiu essa edição em 3 de julho de 1988. Leleco, filho do apresentador, afirmou não saber se Chacrinha tinha consciência de ter a doença. O apresentador morreu aos setenta anos em 30 de junho de 1988, às 23h30, vítima de um infarto agudo do miocárdio e de insuficiência respiratória, sofridos enquanto ia ao banheiro em sua casa na Barra da Tijuca. Seu sepultamento ocorreu no dia seguinte no Cemitério de São João Batista, na capital carioca. Presenciaram o sepultamento diversas celebridades da época, como o humorista Chico Anysio; o empresário Boni; Wanderléa, ex-esposa do filho do comunicador, Nanato; e várias atrizes, incluindo Betty Faria e Glória Menezes.

## Imagem pública

### Bacalhau
Quando o bacalhau encalhou nas Casas da Banha, seu patrocinador na TV Tupi, Chacrinha arrumou um jeito de reverter a situação. Durante o programa, virava-se para o auditório: "Vocês querem bacalhau?", e atirava o peixe para o auditório, onde a plateia disputava a tapa o produto. As vendas explodiram e ele explicou: "brasileiro adora ganhar um presentinho".

### Torcida pelo Vasco da Gama
Chacrinha era um dos mais ilustres e notórios torcedores do Vasco da Gama, tendo se apresentado diversas vezes com a camisa do clube. Chacrinha utilizava seu espaço para a promover dirigentes e jogadores do cruzmaltino, bem como para provocar os rivais do Vasco, já tendo falado durante um programa "Flamengo para mim é o pior time do mundo. No Brasil para mim só existe um time, é o Vasco da Gama!”. Em 1968, o Conselho Deliberativo do Vasco concedeu o título de Sócio Honorário a Chacrinha. Quando faleceu, em 1988, seu caixão foi coberto por uma bandeira do Vasco e da escola de samba Portela. Em 2017, ano no qual Chacrinha completaria 100 anos de vida, o Vasco prestou uma homenagem ao apresentador, entrando em campo com uma logomarca na camisa com o rosto do comunicador.

### Terezinha
O termo "Terezinha" não era homenagem a alguma mulher de nome Tereza. O termo surgiu em substituição ao antigo patrocínio de seu programa no rádio, a "Água Sanitária Clarinha". Chacrinha contava que durante seus tempos de rádio, seu programa era patrocinado pela Clarinha, uma marca fabricante de água sanitária. Com a falência da empresa, Chacrinha queria continuar usando o nome, mas não podia. Então na busca por um nome que substituísse a Clarinha, surgiu a Terezinha, que possuía uma sonoridade igual.

### Frases e bordões
Uma frase sua que era muito citada afirmava que "na televisão, nada se cria, tudo se copia".
Alcançou grande popularidade com os seus programas de calouros, nos quais apresentava-se com roupas engraçadas e espalhafatosas, acionando uma buzina de mão para desclassificar os calouros e empregando um humor debochado, utilizando bordões e expressões que se tornariam populares, como "Teresinha!", "Vocês querem bacalhau?", "Eu vim para confundir, não para explicar!" e "Quem não se comunica, se trumbica!".

## Homenagens
Foi homenageado pela escola de samba Acadêmicos do Grande Rio no carnaval de 2018, com o enredo "Vai para o trono ou não vai?". Anualmente, lançava em seu programa uma marchinha para o carnaval. Conhecido como Velho Guerreiro, em 1987 foi homenageado pela escola de samba carioca Império Serrano com o enredo "Com a boca no mundo - Quem não se comunica, se trumbica", foi a única vez que desfilou numa escola de samba, surgindo no último carro alegórico, que reproduzia o cenário de seu programa, rodeado por chacretes, por Russo, seu assistente de palco, e por Elke Maravilha.
Em outubro de 1987, recebeu dos professores Annita Gorodicht e Paulo Alonso o título de doutor honoris causa da Faculdade da Cidade, no Rio de Janeiro. Seu aniversário de 70 anos foi comemorado em setembro de 1987 com um jantar oferecido em sua homenagem pelo então Presidente do Brasil, José Sarney.

## Legado
Em 7 de novembro de 2010, uma estátua de bronze de Chacrinha foi inaugurada no Jardim Botânico, na Zona Sul do Rio de Janeiro. Em 2024, a estátua foi vandalizada devido às tentativas de furto cometido pelos criminosos.

## Filmografia
Chacrinha apareceu em vários filmes brasileiros, geralmente interpretando ele mesmo. No filme Na Onda do Iê-iê-iê, de 1966, ele encena seu programa de calouros "A Hora da Buzina", exibido na TV Excelsior. Dentre os calouros, estavam os cantores Paulo Sérgio (como ele mesmo) e Sílvio César (que interpretava o personagem César Silva). Chacrinha diz diversos de seus bordões: "Vai para o trono ou não vai?", "Como vai, vai bem? Veio a pé ou veio de trem?", "Cheguei, baixei, saravei". Há também outras frases humoradas, quando ele diz que "Graças a Deus o programa acabou". Participou também de Três Colegas de Batina (1962), A Opinião Pública (1967), Pobre Príncipe Encantado (1969), Já Não Se Faz Amor como Antigamente (1976) e As Aventuras de um Paraíba (1982).
| Ano  | Título                              | Papel/função                                     | Nota | Ref.   |
| ---- | ----------------------------------- | ------------------------------------------------ | ---- | ------ |
| 1962 | Três Colegas de Batina              | ele mesmo                                        |      | [ 10 ] |
| 1966 | Na Onda do Iê-iê-iê                 | ele mesmo, como apresentador do A Hora da Buzina |      | [ 10 ] |
| 1967 | A Opinião Pública                   | ele mesmo                                        |      | [ 10 ] |
| 1969 | Pobre Príncipe Encantado            | ele mesmo                                        |      | [ 10 ] |
| 1976 | Já Não Se Faz Amor como Antigamente | ele mesmo                                        |      | [ 10 ] |
| 1982 | As Aventuras de um Paraíba          | último trabalho como ator                        |      |        |